# プログレスM-62
プログレスM-62（Progress M-62）は、2007年12月23日に打ち上げられたプログレス補給船。国際宇宙ステーションへの補給活動に使用され、バージョンはProgress-M 11F615A55、シリアル番号は362。NASAによる名称はプログレス27（Progress 27 略称: 27P）。

## 飛行記録
2007年12月23日7時12分41秒（GMT、以下同）、バイコヌール宇宙基地のSite 1/5からソユーズ-Uロケットによって打ち上げられた。
12月26日8時14分にピアースとドッキングし、推進剤（862kg）、酸素（46kg）、ドライカーゴ（1325kg）など計2,246kgをISSに補給した。
約40日後の2008年2月4日10時32分にドッキングを解除した。その後10日間Plasma-Progress実験(スラスタを噴射して、地上のレーダーでそれを観測することにより電離層への影響を調べる実験)を実施した後、2月15日9時44分に軌道を離脱 。太平洋上空で大気圏再突入を果たし、およそ13時29分に燃え尽きなかった機体の一部は海上に落下した。